# Кіяні Зегген
Кіяні Зегген Ліув Кі Сонг (нід. Kiyani Zeggen Lieuw Kie Song; нар. 15 жовтня 2006) — нідерландський футболіст, воротар клубу АЗ, який виступає за резервну команду «Йонг АЗ».

## Клубна кар'єра
Вихованець команди «Спортінг Мартінус» 2019 року приєднався до академії АЗ. У сезоні 2022–23 разом з молодіжною командою АЗ виграв Юнацьку лігу УЄФА.
12 січня 2024 року дебютував за резервну команду «Йонг АЗ» в матчі Еерстедивізі проти «Телстара». 20 лютого 2024 року підписав з клубом свій перший професіональний контракт, що розрахований до літа 2026 року.

## Кар'єра в збірній
Народився у Нідерландах та має суринамське походження. Виступав за збірні Нідерландів до 16, до 17, до 18 і до 19 років. В травні 2023 року в складі збірної до 17 років виступав на юнацькому чемпіонаті Європи в Угорщині. На турнірі провів був основним воротарем, провівши усі три матчі, а його команда посіла останнє місце в групі.
У травні 2025 року потрапив у заявку збірної до 19 років на юнацький чемпіонат Європи в Румунії. На турнірі був запасним воротарем, а його команда вперше в історії стала переможцем чемпіонату Європи в цій віковій категорії.

## Статистика виступів
Станом на 5 лютого 2024 
| Клуб              | Сезон             | Чемпіонат         | Чемпіонат | Чемпіонат | Кубок | Кубок | Єврокубки | Єврокубки | Інші  | Інші | Всього | Всього |
| Клуб              | Сезон             | Дивізіон          | Матчі     | Голи      | Матчі | Голи  | Матчі     | Голи      | Матчі | Голи | Матчі  | Голи   |
| ----------------- | ----------------- | ----------------- | --------- | --------- | ----- | ----- | --------- | --------- | ----- | ---- | ------ | ------ |
| Йонг АЗ           | 2023–24           | Еерстедивізі      | 3         | −5        | —     | —     | —         | —         | —     | —    | 3      | −5     |
| Йонг АЗ           | 2024–25           | Еерстедивізі      | 0         | 0         | —     | —     | —         | —         | —     | —    | 0      | 0      |
| Всього за кар'єру | Всього за кар'єру | Всього за кар'єру | 3         | −5        | 0     | 0     | 0         | 0         | 0     | 0    | 3      | −5     |

## Досягнення
АЗ (мол.)
- Переможець Юнацької ліги УЄФА: 2022–23[12]

Збірна Нідерландів (до 19)
- Переможець юнацького чемпіонату Європи (до 19 років): 2025[13]